# Давыдов, Александр Андреевич
Александр Андреевич Давыдов (12 октября 1991, Камышлов, Свердловская область) — российский игрок в мини-футбол. Универсал мини-футбольного клуба «Газпром бурение». Выступал за молодёжную и студенческую сборную России по мини-футболу.

## Биография
Родился в Камышлове (Свердловская область), где с 7 лет начал ходить на секцию по мини-футболу. После 9 класса переехал в Новый Уренгой, там он окончил 10 и 11 классы, поступил в университет, вместе с этим занимался мини-футболом в ДЮСШ им. Ерёменко. В 19 лет отправился в Тюмень на просмотр к команде «Тюмень»-дубль. В сезоне 2012/13 вместе с дублем выиграл высшую лигу, а с основной командой — бронзу Суперлиги. В стане тюменцев он пробыл с 2011 по 2014 год, после этого был арендован на полгода «Политехом», там отыграл 11 игр и вернулся обратно в «Тюмень»-Д. Под конец сезона высшей лиги 2014/2015 перешёл в команду «Норильский никель», гле играл за основную команду и за дубль. Затем перешёл в КПРФ, где также выходил за дубль и вместе с командой выиграл высшую лигу 2016/2017.
С лета 2018 года играл в Суперлиге за нефтеюганский БЛиК в качестве капитана команды. Сыграл 21 игру и забил 10 голов. В январе 2019 года объявил об переходе в МФК «Тюмень». В составе тюменцев впервые стал чемпионом России 2018/2019, затем играл за вторую команду «Тюмень»-Д в Высшей лиге. Сейчас является игроком щёлковского «Газпром-бурение», выступающего в первенстве страны

## Выступления за сборную
В 2012 году Давыдов был вызван в молодёжную сборную, за которую сыграл на турнире «Петербургская осень». На этом турнире он забил три мяча.
В 2016 году попал в студенческую сборную, вместе с которой выиграл серебро на студенческом Чемпионате мира 2016 в Бразилии. На этом турнире он отличился двумя забитыми мячами.

## Личная жизнь
Брат Данил Давыдов тоже играет в мини-футбол.

## Достижения
- Победитель Суперлиги 2018/19
- Бронзовый призёр Суперлиги 2012/13
- Серебряный призёр Студенческого чемпионата мира 2016
- Победитель Высшей лиги: 2012/2013, 2016/2017
- Серебряный призёр Международного турнира по мини-футболу на призы Тюменской области 2018